# Rim-Sin
Rim-Sin was koning van Larsa tussen 1823 en 1763 v.Chr. Gedurende de regering van Rim-Sin bereikte de stadstaat Larsa haar grootste uitbreiding. En voor een periode van ongeveer 30 jaar was hij de machtigste koning van het zuiden van Mesopotamië, tot hij door Hammurabi werd verslagen.

## Leven
De vader van Rim-Sin, Kudur-mabuk, maakte zich meester van de troon van Larsa, waarop hij zijn zoon Warad-Sin plaatste terwijl hij zich wijdde aan de consolidatie van het koninkrijk. Vanaf zijn troonsbestijging stelde Rim-Sin alles in werking voor een verdere periode van uitbreiding, die we kunnen dateren doordat ze gedateerd werden aan de hand van Rim-Sins regeringsjaren. Aldus weten wij dat hij in zijn 14e regeringsjaar (1809 v.Chr.) won van een coalitie van Uruk en Isin, in zijn 20e regeringsjaar (1803 v.Chr.) Der veroverde, in zijn 21e regeringsjaar (1802 v.Chr.) Uruk en tot slot Isin in zijn 30e regeringsjaar (1793 v.Chr.). Met de verovering van Isin bracht hij Sumer onder zijn controle, hoewel het van de rest van zijn gebied geïsoleerd werd door buur Babylonië en Eshnunna.
Rim-Sin zette zich in om de bouw en de restauratie van de muren van verschillende steden te bevorderen, kanalen voor de irrigatie te laten uitgraven, tempels te bouwen en verfraaien, publieke gronden te verdelen en de handel met de Perzische Golf te bevorderen, op vraag van Dilmun, het huidige Bahrein.
Het volgende jaar viel Isin en kwam voortaan toe aan de Babylonische troon waarop Hammurabi zetelde. De tweede helft van de regering Rim-Sin werd reeds gekenmerkt door het stijgen van de macht van Babylonië in de regio dewelke beetje bij beetje grondgebied veroverde op het koninkrijk van Rim-Sin: de verovering van Uruk en Isin in 1785 v.Chr., definitief onderworpen aan Hammurabi, en de verovering van Larsa in 1763 v.Chr.
Zijn verloren dynastie en Larsa speelden voortaan geen belangrijke rol meer in de geschiedenis van Mesopotamië en dit betekende het definitieve einde van de tijd van Isin en Larsa die zo'n twee en een halve eeuw oorlog in Mesopotamië betekend had.